# TanSat
TanSat (en chinois Tan veut dire carbone) est un satellite d'observation de la Terre chinois développé par l'Académie chinoise des sciences pour mesurer la quantité de dioxyde de carbone présent dans l'atmosphère terrestre. Le satellite de 620 kg emporte deux spectromètres. Le satellite est placé sur une orbite héliosynchrone le 21 décembre 2016. La mission a une durée de trois ans.

## Caractéristiques du satellite
TanSat a une masse de 620 kg et une forme parallélépipédique. Ses dimensions sous la coiffe sont 150 cm  x 180 cm  x 185 cm. L'énergie à bord est produite par des panneaux solaires attachés de part et d'autre du corps du satellite et qui, une fois déployés en orbite, portent son envergure à 10 mètres. Ils fournissent 1 790 watts en fin de mission et l'électricité produite est stockée dans deux batteries lithium-ion de 80 ampères-heures. Le satellite est stabilisé trois axes. Les senseurs sont une paire de viseurs d'étoiles, trois capteurs solaires, deux centrales à inertie et un récepteur GPS. Le pointage du satellite est maintenu avec une précision inférieure à 0,1° et une dérive inférieures à 0,001°/s à l'aide de quatre magnéto-coupleurs, quatre roues de réaction et quatre moteurs-fusées. Les moteurs-fusées ont une poussée d'un newton et brulent de l'hydrazine. Ils disposent au début de la mission de 10 kg d'ergols. TanSat a un ordinateur embarqué de type TSC695F et la capacité de sa mémoire de masse est de 128 gigabits. Les communications avec la Terre sont réalisées en bande X avec un débit de 64 mégabits par seconde. Le satellite dispose de deux antennes pour communiquer avec le sol dans des orientations différentes,.

## Objectifs
TanSat doit mesurer la proportion moléculaire de  dioxyde de carbone présente dans la colonne d'air avec une précision de 1 % à l'échelle nationale et planétaire. L'objectif scientifique est d'améliorer la connaissance de la répartition du dioxyde de carbone et de sa contribution au changement climatique. Le projet doit également permettre de suivre les variations saisonnières des proportions de ce gaz dans l'atmosphère terrestre.

### Instruments
Le satellite dispose de deux instruments :
- CarbonSpec (Carbon Dioxide Spectrometer) est l'instrument principal. Il mesure la quantité de dioxyde de carbone présent dans l'atmosphère terrestre. Il s'agit d'un spectromètre à réseaux qui détecte en proche infrarouge les bandes d’absorption du CO2 dans les longueurs d'onde 1,61 et 2,06 micromètres et en bande A l'oxygène moléculaire (0,76 micromètre) dans lumière réfléchie. La résolution spectrale est de 21 000 dans la bande A et de 12 000 dans les bandes du CO2. La résolution spatiale est de 2 x 2 km et la fauchée a une largeur de 20 km.
- CAPI (Cloud and Aerosol Polarimetry Imager) est utilisé pour déterminer les corrections à apporter aux données fournies par CarbonSpec afin de prendre en compte les nuages et les aérosols. Il s'agit d'une caméra à champ large qui observe dans plusieurs bandes spectrales : 0,38 micromètre (ultraviolet), 0,67 micromètre (lumière visible) et proche infrarouge (0,67 - 1,375 - 1,64 micromètre).

## Déroulement du projet et de la mission
Le projet TanSat est proposé en 2010 et démarre officiellement en janvier 2011. La construction du satellite, qui est financée par le Ministère des sciences et de la technologie (en), débute en juin 2013. L'Académie chinoise des sciences assure le pilotage du projet tandis que la réalisation des deux instruments embarqués est prise en charge par l'Institut d'optique, de mécanique de précision et de physique de Changchun. La plateforme est développée par l'Institut de Shanghai de technologie des microsystèmes et de l'information à qui sont également confiés l'assemblage final et les tests. Le Centre national des satellites météorologiques de l'Agence météorologique chinoise est responsable du segment sol et de la production des données produites par le satellite. Deux centres de recherche anglais participent à la mission ; l'université de Leicester et l'université d'Édimbourg. TanSat a été lancé le 21 décembre 2016 (UTC) par une fusée Longue Marche 2D tirée depuis la base de lancement de Jiuquan et placé en orbite héliosynchrone à une altitude de 700 km et avec une inclinaison orbitale de 98,2°. Son heure de passage est 13h30 et la fréquence de revisite est de seize jours. La mission doit durer au moins trois ans,.